# Kwilu (vattendrag i Kongo-Central)
Kwilu är en flod i nordvästra Angola och västra Kongo-Kinshasa, ett biflöde till Kongofloden. Den rinner genom provinserna Zaire och Kongo-Central.